# 26433 Michaelyurko
26433 Michaelyurko è un asteroide della fascia principale. Scoperto nel 1999, presenta un'orbita caratterizzata da un semiasse maggiore pari a 2,2636067 UA e da un'eccentricità di 0,1192853, inclinata di 6,69695° rispetto all'eclittica.